# أنطونيو جاديس
أنطونيو جاديس (بالإسبانية: Antonio Gades) (و. 1936 – 2004 م) هو راقص، ومصمم رقص، وكاتب سيناريو، ومعلم الباليه ‏، وراقص باليه إسباني، ولد في إلدا، كان عضوًا في الحزب الشيوعي الإسباني، توفي في مدريد، عن عمر يناهز 68 عاماً، بسبب سرطان.

## جوائز
حصل على جوائز منها:
- كريو دي سانت جوردي (1999)[9][10]
- ميدالية الاستحقاق الذهبية في الفنون الجميلة (إسبانيا) (1983)
- نيشان خوسيه مارتي.

## وصلات خارجية
- أنطونيو جاديس على موقع IMDb (الإنجليزية)
- أنطونيو جاديس على موقع مونزينجر (الألمانية)
- أنطونيو جاديس على موقع ألو سيني (الفرنسية)
- أنطونيو جاديس على موقع أول موفي (الإنجليزية)
- أنطونيو جاديس على موقع قاعدة بيانات الأفلام السويدية (السويدية)
- أنطونيو جاديس على موقع ديسكوغز (الإنجليزية)
- أنطونيو جاديس على موقع قاعدة بيانات الفيلم (الإنجليزية)
- أنطونيو جاديس على موقع كينوبويسك (الروسية)